# Dichondra microcalyx
Dichondra microcalyx är en vindeväxtart som först beskrevs av Hallier f., och fick sitt nu gällande namn av Fabris. Dichondra microcalyx ingår i släktet njurvindor, och familjen vindeväxter. Inga underarter finns listade i Catalogue of Life.